# カエルのうた
『カエルのうた』 は、神聖かまってちゃんの楽曲。2024年10月16日に各種音楽配信サービスにてリリースされた。

## 概要
前作「ヨゾラノ流星群」より約4か月ぶりの楽曲リリースとなる。
本楽曲は、前作から約5年ぶりとなるオリジナル・アルバム『団地テーゼ』の発売に先駆けてリリースされた。
元々は、の子がデモ音源が投稿する有料のブログ『子供ノノ聖域（2022年以降廃止）』に投稿されていた楽曲で、2018年頃から存在しており、の子によるニコニコチャンネル『伊野尾京子の糞部屋☆うぃーっす！』に同年11月24日に投稿されたものが現存している最古の音源である。

## 収録内容
| #         | タイトル         | 作詞      | 作曲      | 編曲               | 時間 |
| --------- | ---------------- | --------- | --------- | ------------------ | ---- |
| 1.        | 「カエルのうた」 | の子      | の子      | 神聖かまってちゃん | 4:53 |
| 合計時間: | 合計時間:        | 合計時間: | 合計時間: | 合計時間:          | 4:53 |